# 小行星8813
小行星8813（英語：8813 Leviathan）是一颗围绕太阳公转的小行星。1983年11月29日，愛德華·鮑威爾在可可尼诺县发现了此天体。
这颗小行星的绝对星等为274.6379226723673等。